# 山口円
山口 円（やまぐち まどか、1978年12月25日 - ）は、日本の映画監督、脚本家。神奈川県横浜市出身。神奈川県立湘南高等学校を経て、早稲田大学第一文学部卒業。

## 略歴・人物
早稲田大学在学中の2001年に制作した短編映画『もうちょっとでとなり』で、2004年、インディーズムービー・フェスティバルTANPEN部門にて女性初のグランプリとなる。2005年、初の長編映画『ghost dance ゴースト・ダンス』を自主制作し、2006年に公開。公開劇場「UPLINK X」の動員数記録を更新した。つづく2007年公開の『天国からのラブレター』（監督・脚本を担当）が商業映画デビューとなる。

## 監督・脚本作品
- うみぼうず（1998年）　第21回神奈川県映像コンクール 特別賞
- もうちょっとでとなり（2001年）　第6回インディーズムービー・フェスティバル TANPEN部門グランプリ
- ghost dance ゴースト・ダンス（2006年）
- 天国からのラブレター（2007年）